# Dicranomyia (Peripheroptera) subamoena
Dicranomyia (Peripheroptera) subamoena is een tweevleugelige uit de familie steltmuggen (Limoniidae). De soort komt voor in het Neotropisch gebied.